# Marco Campomenosi
Marco Campomenosi, né le 2 septembre 1975 à Gênes, est un homme politique membre de la Ligue du Nord. Il est député européen depuis 2019.